# Opel Combo

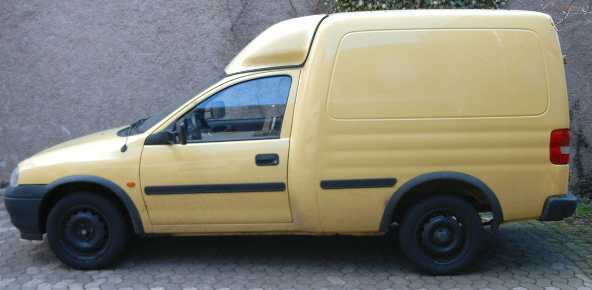
Opel Combo B (1994-2001)

Opel Combo är ett mindre nyttofordon som presenterades 1994 som efterträdare till Opel Kadett Combo. Modellen, som även säljs under andra GM-varumärken såsom Holden, Chevrolet och Vauxhall, baseras tekniskt på Opel Corsa, men har en egen kaross. Combo finns som täckt skåpbil och i persontransportutförande av LAV-typ. 
Den första generationen kallad Opel Combo B, hade motorer på mellan 1,4 och 1,7 liter och tillverkades fram till 2001. Den ersattes då av en ny version kallad Combo C. Denna bygger också på Corsa-modellen och erbjuds som miljöbil med biogasdrift. Combo tillverkades i Portugal fram till 2006 men tillverkas numera i Spanien från 2006. Opel Combo C finns med motorer på mellan 1,3 och 1,7 liter för bensin-, diesel- eller biogasbränsle.